# Экономический кризис в Камеруне
Экономический кризис в Камеруне был спадом в экономике Камеруна с середины 1980-х до начала 2000-х годов. Кризис привел к росту цен в Камеруне, торговому дефициту и потере государственных доходов. Правительство Камеруна признало кризис 1987 года. Сторонние наблюдатели и критики обвиняли правительство в плохом управлении экономикой. Вместо этого правительство возложило вину на падение цен на экспортные товары, в частности, резкое падение цен на нефть. Президент Поль Бийя объявил, что «все наши экспортные товары упали одновременно».
Торговые партнеры Камеруна, в частности Франция, Германия и США, предложили помощь стране, но Камерун не согласился с их условием, что страна строго соблюдает сокращение затрат в предложениях, изложенные МВФ. Вместо этого Камерун сформулировал собственный план: Государственные служащие потеряли доступ к субсидиям на электроэнергию, жильё и пользование телефонами; часть государственного автопарка была продана; пожилые государственные служащие были вынуждены уйти на пенсию; изменён официальный график работы; закрыты экономические миссии в иностранных посольствах Камеруна; а государственные и государственные предприятия были приватизированы. Бюджет 1987—1988 годов сократил государственные расходы на 18 %, что впервые в истории страны бюджет уменьшился.
Эти меры получили международное одобрение, но в результате насильственные преступления выросли. План Камеруна также не смог обуздать коррупцию. К октябрю 1988 года ожидаемый эффект был меньше, чем ожидалось, и Камерун согласился на пакет помощи МВФ на сумму 150 миллионов долларов и принял кредит на программу структурной перестройки (SAP) от Всемирного банка. Африканский банк развития, Франция, Германия и Великобритания ссудили правительству дополнительные средства. С тех пор Камерун сосредоточил свои усилия на выплате своего международного долга и дальнейшем ограничении заработной платы и повышения заработной платы государственных служащих.
Тем не менее, среди камерунцев как дома, так и за рубежом сходятся мнения, что экономические трудности возникли в результате кражи государственных средств администрацией Бийи. Члены его режима постоянно крадут государственные средства и строят мегаструктуры в других странах, таких как Франция, без каких-либо серьёзных юридических действий со стороны администрации Бийи. Известно, что у самого Бийя есть курорты в Европе, где он проводит больше времени, наслаждаясь доходами от кражи, чем в своей собственной стране.